# Mauro Rosales
Mauro Rosales est un footballeur argentin né le 24 février 1981 à Villa María. Il évolue au poste de milieu offensif. Rosales fait partie de l'équipe d'Argentine championne olympique en 2004.

## Biographie
Le 21 août 2014, Rosales est échangé contre Nigel Reo-Coker et rejoint les Whitecaps de Vancouver.

## Palmarès

### Collectif
- Champion olympique en 2004
- Champion d'Argentine en 2004
- Vainqueur de la Coupe des Pays-Bas en 2006
- Vainqueur de la Supercoupe des Pays-Bas en 2005 et en 2006
- Vainqueur de la Lamar Hunt US Open Cup en 2011 et 2016

### Individuel
- MLS Newcomer of the Year : 2011